# Mass of the Children
Die Mass of the Children (Messe der Kinder) ist eine Komposition des englischen Komponisten John Rutter, die in den Jahren 2002 und 2003 entstand und im Februar 2003 in der New Yorker Carnegie Hall uraufgeführt wurde. In Deutschland wurde das Werk erstmals am 3. Oktober 2004 von Chor und Kinderchor von St. Bonifatius Wiesbaden unter Leitung von Gabriel Dessauer aufgeführt.
Der Text umfasst das lateinische Ordinarium ohne das Credo, eine Messform, die im anglikanischen Raum auch als Missa brevis bekannt ist. Allerdings fügte der Komponist mehrere poetische Texte in englischer Sprache hinzu. Der erste und der letzte Text stammen aus Bischof Thomas Kens bekannten Morgen- und Abendlobliedern für die Scholaren des Winchester College. Diese geben der Mass of the Children den Rahmen eines Tagesablaufs, vom Erwachen bis zum Einschlafen, zwischen denen weitere Texte von William Blake und Lancelot Andrewes wie Ereignisse eines Tages oder Wendepunkte eines Lebens erscheinen.
Diese Komposition Rutters zeigt alle Stärken seiner Werke: Text und Musik gehen in idealer Weise zusammen, und klassische Satztechniken verbinden sich mit populärer Harmonik. Sowohl Melodieführung als auch Harmonik im Kyrie entführen scheinbar in die Welt des Musicals, und der eingängige Rhythmus im Gloria erinnert an südamerikanische Tänze.
Andere überwiegend homophone Chorsätze mit zurückhaltend eingesetzten fugierten Einschüben und Solostellen verleihen dem Werk eine besondere Farbe und einen besinnlichen Charakter. Im Dona nobis pacem zitiert Rutter das Lied Glory, to thee, my god, this night von Thomas Tallis.

## Einspielungen
- "Mass of the Children", The Cambridge Singers und die City of London Sinfonia, Dirigent: John Rutter, 2003,  Collegium Records COLCD 129
- "Mass of the Children", Limburger Domsingknaben, 2005, Produktion Dabringhaus und Grimm Nr. 7-60623-13702-5
- "Mass of the Children", Choir of Clare College Cambridge, Farnham Youth Choir, Clare Chamber Ensemble, Timothy Brown, 2006, Naxos CD 8.557922